# Папирус (Undertale)
Папирус (также Папайрус) (англ. Papyrus) — вымышленный персонаж, созданный Тоби Фоксом для ролевой видеоигры 2015 года Undertale. Является боссом локации Сноудин (в другой версии перевода — Снежнеград). Его имя основано на шрифте Papyrus, который также используется им для внутриигровых диалогов. Папирус, вместе со своим братом Сансом, является одним из наиболее популярных персонажей. Так, во время годовщины игры Тоби Фоксом был устроена сессия для персонажей игры по типу вопрос-ответ, в которой именно им было задано наибольшее количество вопросов от игроков.

## Сюжетная роль

### Undertale

Последнее испытание братьев-скелетов для игрока иллюстрирует общую сложность их головоломок — эту Папирус отключает сам

В игре даётся информация, что до событий Undertale Папирус переехал в город Сноудин из неизвестного места вместе со своим братом Сансом. Впервые о Папирусе игроку рассказывает сам Санс у своего собственного поста в лесу Сноудина, и представляет его как «ФАНАТИКА охоты на людей». Затем Санс указывает на приближение своего брата и заставляет игрока спрятаться за лампой, после чего Папирус впервые появляется в игре. В ходе диалога братьев выясняется, что Папирус мечтает стать членом Королевской стражи Подземелья и надеется поймать человека, чтобы впечатлить главу стражи Андайн. Для этого братья подготовили несколько ловушек-головоломок в лесу Сноудина. Впервые главный герой встречается с Папирусом напрямую спустя несколько игровых комнат, где тот сразу рассказывает Фриску о своих планах. Далее игроку предстоит преодолеть несколько простых головоломок, некоторые из которых работают не так, как планировал Папирус. При этом Папирус удовлетворён, если игроку нравится пытаться разгадать головоломки самостоятельно без подсказок. В одной из комнат Папирус оставляет игроку холодные спагетти на тарелке и записку, в которой предлагает главному герою оценить их вкус. Последнюю головоломку перед входом в город выключает сам Папирус, считая, что она слишком несправедлива. В городе Сноудина можно найти дом Папируса и Санса, который закрыт при первом прохождении локации. Попасть в него можно, только пощадив Папируса в бою. В следующий раз Папирус появится только на выходе из Сноудина уже как финальной босс всей локации. После продолжительного диалога, в котором Папирус сначала признается в возрастающем чувстве симпатии к игроку, но затем заявляет, что в нём пересиливает желание стать членом Королевской стражи, Папирус начинает сражение с игроком. Папирус является единственным боссом в игре, который не способен убить игрока — если очки жизни станут равны 1, Папирус помещает игрока в «тюрьму» — сарай своего дома в Сноудине, который, однако, не заперт. Пройти Папируса можно тремя способами: выдержав порядка двадцати его атак, попав минимум три раза в его темницу и, наконец, убив его. В последнем случае Папирус в игре больше не появится, а в первых двух случаях Папирус сам скажет игроку, что «щадит его» и предложить принять пощаду, а во время финального диалога предложит главному герою свою дружбу или свидание (в зависимости от того, флиртовал ли игрок во время сражения с ним или нет). Если игрок примет предложение, то откроется дверь в их с братом дом, куда Папирус пригласит главного героя «на свидание» или «позависать». После победы над Папирусом игрок может вернуться в город и пойти к нему в гости или продолжить свой путь в следующую локацию — Водопад (в другой версии перевода — Водопадье). Если успешно завершить встречу с Папирусом, то в награду он даст свой номер телефона, по которому игрок может позвонить персонажу в любой момент игры (но не во всех локациях Папирус может ответить).
В дальнейшем Папирус может появиться в одной из игровых комнат Водопада, беседуя с Андайн и неумело пытаясь запутать её в поисках игрока. В Хотленде (в другой версии перевода — Жаркоземье) Папирус позвонит игроку и пригласит его в гости к Андайн. Если принять предложение, то Папирус будет ждать главного героя у входа в её дом в Водопаде, войдёт вместе с игроком в дом, а потом оставит их наедине, выпрыгнув из окна. Если главный герой подружится с Андайн, то независимо от действий игрока её дом сгорит, а сама она временно переедет к Папирусу. В концовке нейтрального пути, если Папирус не был убит, то он появится во время звонка Санса главному герою, а его диалог будет отличаться в зависимости от других действий игрока во время прохождения Undertale.
На пути пацифиста Папирус сообщит игроку по телефону в Хотленде о просьбе помощи со стороны Андайн. Во время «псевдосвидания» игрока с Альфис Папирус также появится как тренер Альфис. Папирус был поглощён Флауи вместе со всеми остальными монстрами, чтобы вернуть себе истинную форму Азриэля. Позже, после того как игрок сразится с Азриэлем и тот разрушит барьер, Папирус вместе с другими монстрами покинет Подземелье. В титрах Папирус показан как водитель красного спорткара, о чём он ранее и мечтал.
На пути геноцида все головоломки Папируса уже решены или неисправны, город Сноудин полностью эвакуирован, а Папирус, встречая игрока, отказывается сражаться с ним и предлагает пощаду сразу. Если принять предложение, то путь геноцида будет прерван, убить же его здесь можно с одного удара.

### Deltarune
В первых четырёх главах Deltarune Папирус не появился как персонаж игры. В первой главе Санс упоминает, что у него есть младший брат и предлагает Крису познакомиться с ним, также игрок может услышать, как неизвестный персонаж за дверью дома Санса произносит «Нья-ха-ха!» (англ. «Nyeh Heh Heh!»), что является коронной фразой Папируса, и звук перестука костей. Во второй главе указано, что перестук костей слышен всё дальше.

## Создание
Первый концепт-рисунок братьев-скелетов был сделан Фоксом в тетради во время учёбы в колледже. Как и в случае с Сансом, идея создания Папируса была позаимствована Тоби у Дж. Н. Уидла, автора веб-комикса Helvetica, серии об одноимённом скелете, названном в честь шрифта Гельветика. Во время мирного взаимодействия с Папирусом играет трек «Nyeh Heh Heh!», а во время битвы её вариация. Когда душа игрока в бою переходит в синий режим, звучит ещё одна композиция — «Bonetrousle», которая также является переработанной версией предыдущей. «Bonetrousle» изначально была написана для другой RPG-игры, которую Тоби Фокс так и не выпустил.

## Отзывы и критика
Ладислав Лукота в рецензии на чешском портале games.tiscali отметил, что примером хорошего юмора можно считать парочку мирно болтающих братьев-склетов — Папируса и Санса, которые бросают игрока в забавные ловушки, а на самом деле — оба добрые персонажи. Автора рецензии рассмешили ловушки, которые, несмотря на «демонические угрозы» Папируса, можно просто обойти. Николас Маркоглу из греческого портала gameover.gr отметил чрезмерную разговорчивость Папируса, который упорно пытается рассказывать неумелые остроты и плохие каламбуры значительную часть времени, когда он появляется в игре. Журнал PCGamer в рецензии отметил, что механика боя в Undertale позволяет прочувствовать переживания самих персонажей игры — примером этого является Папирус, желающий стать крутым стражем и отчаянно ищущий друзей. Он так сильно нуждается в крутых атаках, что забыл сделать их смертоносными, и в самый важный момент его прерывает Надоедливая собака, крадущая его кости, которые Папирус собирался бросить в главного героя в свою следующую «крутую атаку». По словам Натана Грейсона из Котаку, Папирус является полярной противоположностью своего брата Санса. Буквально всё время игры он говорит только капсом, и неустанно поднимает настроение, рассказывая анекдоты из своей жизни в качестве начинающего солдата королевской стражи, и не прекращает этого, даже когда становится очевидным, что он одинок и отстойно справляется со своей работой. Этот факт хорошо демонстрируют почтовые ящики у дома братьев — ящик Санса переполнен письмами, ящик же Папируса настолько пуст, что в нём раздается эхо.